# Kay Aldridge
Katherine Gratten Aldridge (* 9. Juli 1917 in Tallahassee, Florida; † 12. Januar 1995 in Rockport, Maine) war eine US-amerikanische Schauspielerin.

## Leben und Werk
Kay Aldridge wurde in Tallahassee, Florida, als Tochter eines Landvermessers geboren. Als sie zwei Jahre alt war, starb ihr Vater. Ihre Mutter, die sich als Künstlerin und Kunstlehrerin bezeichnete zog daraufhin zu ihrer Familie nach Lyells, Virginia, wo Aldridge aufwuchs. Von 1931 bis 1934 war sie auf dem St. Mary’s College of Maryland in St. Mary’s City, wo sie mit der Schauspielerei in Kontakt kam. Nach dem Abschluss arbeitete sie zunächst als Sekretärin in Baltimore, bald aber schon sehr erfolgreich als Model. So war sie zum Beispiel dreimal auf dem Titelblatt des Life Magazins und eine der am öftesten fotografierten Frauen der USA.
Als 1937 Models für den Film Für Sie, Madame … gesucht wurden, wurde Kay Aldridge ausgewählt und kam so zu ihrem ersten Film. Nach einem weiteren Film (Hoheit tanzt inkognito) wurde sie für die Rolle der Scarlett O’Hara in Vom Winde verweht getestet, aber nicht ausgewählt. Kurz darauf erhielt sie einen Zweijahresvertrag bei 20th Century Fox. Sie war in dieser Zeit in mehreren Filmen in kleineren Rollen zu sehen, darunter Galopp ins Glück und Charlie Chan auf dem Schatzsucherschiff. Nachdem der Vertrag 1941 nicht verlängert worden war, arbeitete sie zunächst als unabhängige Schauspielerin in kleineren Rollen wie in Louisiana Purchase. Bald erhielt sie einen Vertrag bei Republic Pictures, wo sie in Serials, also Filmserien mit etwa 15 bis 30 Minuten langen Filmen, die als Vorprogramm in den Kinos gezeigt wurden, spielen sollte. Sie sah dies zunächst als beruflichen Rückschritt, da Serials damals als minderwertig angesehen wurden. In ihrem ersten Serial, dem sehr erfolgreichen Nyoka – Herrin der Beduinen, erhielt sie die Titelrolle. Dies bedeutete ihren Durchbruch. Sie war in zwei weiteren, ebenfalls erfolgreichen Serials zu sehen, nämlich in Daredevils in the West und Haunted Harbour, in denen sie jeweils die weibliche Hauptrolle spielte. Während dieser Zeit war sie auch in wenigen Filmen zu sehen, allerdings immer in kleinen Rollen und ohne Nennung im Vorspann. Sie trat aber auch im Theater auf, vor allem in Ruth Gordons Stück Over 21, in dem sie neben der Autorin eine Hauptrolle spielte. In dieser Rolle trat sie auch am Broadway auf, war aber bei der Verfilmung nicht dabei. 1945 spielte sie in zwei Filmen, The Man Who Walked Alone und The Phantom of 42nd Street, die weibliche Hauptrolle, jeweils neben Dave O’Brien.
Im gleichen Jahr heiratete sie Arthur Cameron und beendete ihre Karriere als Schauspielerin. Kay Aldridge war dreimal verheiratet, nach Cameron mit Richard Derby Tucker von 1956 bis zu dessen Tod 1979 und mit Harry Nasland bis zu dessen Tod 1988. Sie starb 1995 in einem Krankenhaus in Rockport, Maine und hinterließ drei Kinder und drei Stiefkinder.

## Filmografie (Auswahl)

### Filme
- 1937: Für Sie, Madame … (Vogues of 1938)
- 1937: Hoheit tanzt inkognito (Rosalie)
- 1939: Hotel for Women
- 1939: Here I Am a Stranger
- 1940: Free, Blonde and 21
- 1940: Shooting High
- 1940: Girl in 313
- 1940: Sailor’s Lady
- 1940: Girl from Avenue A
- 1940: Yesterday’s Heroes
- 1940: Galopp ins Glück (Down Argentine Way)
- 1941: Golden Hoofs
- 1941: Charlie Chan auf dem Schatzsucherschiff (Dead Men Tell)
- 1941: Navy Blues
- 1941: Schrecken der zweiten Kompanie (You’re in the Army Now)
- 1941: Louisiana Purchase
- 1942: Nyoka – Herrin der Beduinen (Perils of Nyoka, Serial)
- 1942: The Falcon’s Brother
- 1943: Something to Shout About
- 1943: Daredevils of the West (Serial)
- 1943: Du Barry Was a Lady
- 1944: Haunted Harbor (Serial)
- 1945: The Man Who Walked Alone
- 1945: The Phantom of 42nd Street